# ニータン
ニータンは、Jリーグクラブ、大分トリニータのマスコットキャラクターである。本項目では、他のトリニータのマスコットについても説明する。

## プロフィール
一歩一歩、ゆっくりと勝利に向けて歩む「カメ」をモチーフとしたキャラクター。胴体はサッカーボール型で、腹にはトリニータのロゴが、背には大分県のシルエットと小さな羽根がある。大分県別府市亀川出身との設定がある。背番号は「∞」。

## 概要
トリニータは長くマスコットキャラクターを設定していなかったが、2000年代後半からマスコット誕生の動きが活発化。2007年のシーズン中に一般からマスコットキャラクターのデザインを募集し、オフに決定稿のイラストが公開。2008年の新体制発表会にて、正式にお披露目された。
トリニータ、および大分県とさして関係のない動物で、またスポーツチームとしての「強さ」「激しさ」といったイメージからもかけ離れたカメがモチーフに選ばれたことで、当初はサポーターからも賛否両論があった。しかし2008年のシーズンが始まると、自分ではまともに走れないため、台車に乗ってスタッフに押してもらって移動するといったユーモラスな動き、開設したブログでの腰の低い言動、「おつかめさまです」「バイタン」と言った個性的な挨拶、毎試合ごとの季節に合わせたコスプレなどにより、瞬く間に人気が上昇。現在ではJリーグの人気マスコットのひとつである。
また、ニータンが登場した2008年のトリニータが打ち立てたシーズン24失点という記録はカメの頑丈さに例えられ、堅守で一世を風靡したイタリア代表のカテナチオに掛け合わせて「カメナチオ」とも呼ばれた。
2009年、トリニータに新たに置かれたポスト、宣伝部長に就任。
AKB48選抜総選挙において、大分県出身でトリニータのサポーターでもある指原莉乃の応援に登場することが多い（なお、指原はニータンのファンであることを公言している）。その縁で、指原がセンターを務めた『恋するフォーチュンクッキー』の公式ミュージックビデオの撮影にも参加している。2018年11月には指原のファン有志から、移動の際に使用する台車を新しく寄贈された。
2014年2月13日からTwitter（外部リンク参照）を開始。それ以前にあったなりすましツイッターとの区別のため、スクリーンネームが「ニータン（ほんもの）」となっている。2018年11月29日にツイッターから誕生日登録を勧める案内が届いたため、これを機に誕生日を登録すると、年齢制限にかかりアカウントが凍結された。翌朝には復旧したが、凍結報告時には代理で使用したトリニータスタッフのアカウントに指原莉乃やモンテディオ山形広報などから多くの心配・助言のリプライが寄せられた。

### Jリーグマスコット総選挙歴代順位
| 年度 | 順位   |
| 2013 | 10位   |
| 2014 | 10位   |
| 2015 | 14位   |
| 2016 | 不参加 |
| 2017 | 11位   |
| 2018 | 9位    |
| 2019 | 7位    |
| 2020 | 4位    |
| 2021 | 4位    |
| 2022 | 4位    |

2020年のJリーグマスコット総選挙では指原莉乃に加え、指原と仲が良いフワちゃんがTwitterで投票の呼び掛けを行い、選挙期間終盤に得票数を伸ばし過去最高順位となった。

## リッジー
ニータン誕生前の2007年、後半戦のキャッチフレーズ「リベンジ16」に合わせて誕生した。モチーフはウサギで、背番号は00。サングラスをかけている。ニータンには「リッジー先輩」と呼ばれている。